# 一須賀D4号墳
一須賀D4号墳（いちすかでぃーよんごうふん、一須賀D-4号墳）は、大阪府南河内郡河南町東山にある古墳。形状は円墳。一須賀古墳群（国の史跡、うちD支群）を構成する古墳の1つ。

## 概要
大阪府南部、葛城山地から北西方向に延びる丘陵上に築造された古墳である。1972年（昭和47年）に発掘調査が実施されている。
墳形は円形で、直径25メートル・高さ3.3メートルを測る。埋葬施設は片袖式の横穴式石室で、南西方向に開口する。石室全長9.7メートルを測る大型石室で、一須賀古墳群中では最大規模になる。石室内には石棺・木棺を4体以上据えたとみられる。石室内の調査では、副葬品として金銅製飾金具・金銅製釵子・須恵器・土師器が検出されている。特に釵子は、全国的に出土例の少ない渡来系遺物であるが、一須賀古墳群では出土数が突出しており、中でもD4号墳からは3点が出土している点で注目される。築造時期は古墳時代後期の6世紀後半頃と推定される。
古墳域は1994年（平成6年）に国の史跡に指定されている（史跡「一須賀古墳群」のうち）。現在は史跡整備のうえで、史跡公園「大阪府立近つ飛鳥風土記の丘」内で公開されている。

## 遺跡歴
- 1970年度（昭和45年度）、分布調査（大阪府教育委員会、1971年に報告）。
- 1972年（昭和47年）、史跡整備に伴う発掘調査（大阪府教育委員会、未報告）。
- 1986年（昭和61年）、史跡公園「大阪府立近つ飛鳥風土記の丘」の開園。
- 1994年（平成6年）10月7日、国の史跡に指定（史跡「一須賀古墳群」のうち）。
- 2016年度（平成28年度）、測量調査（大阪大谷大学歴史文化学科、2017年に報告）。

## 埋葬施設

石室俯瞰図

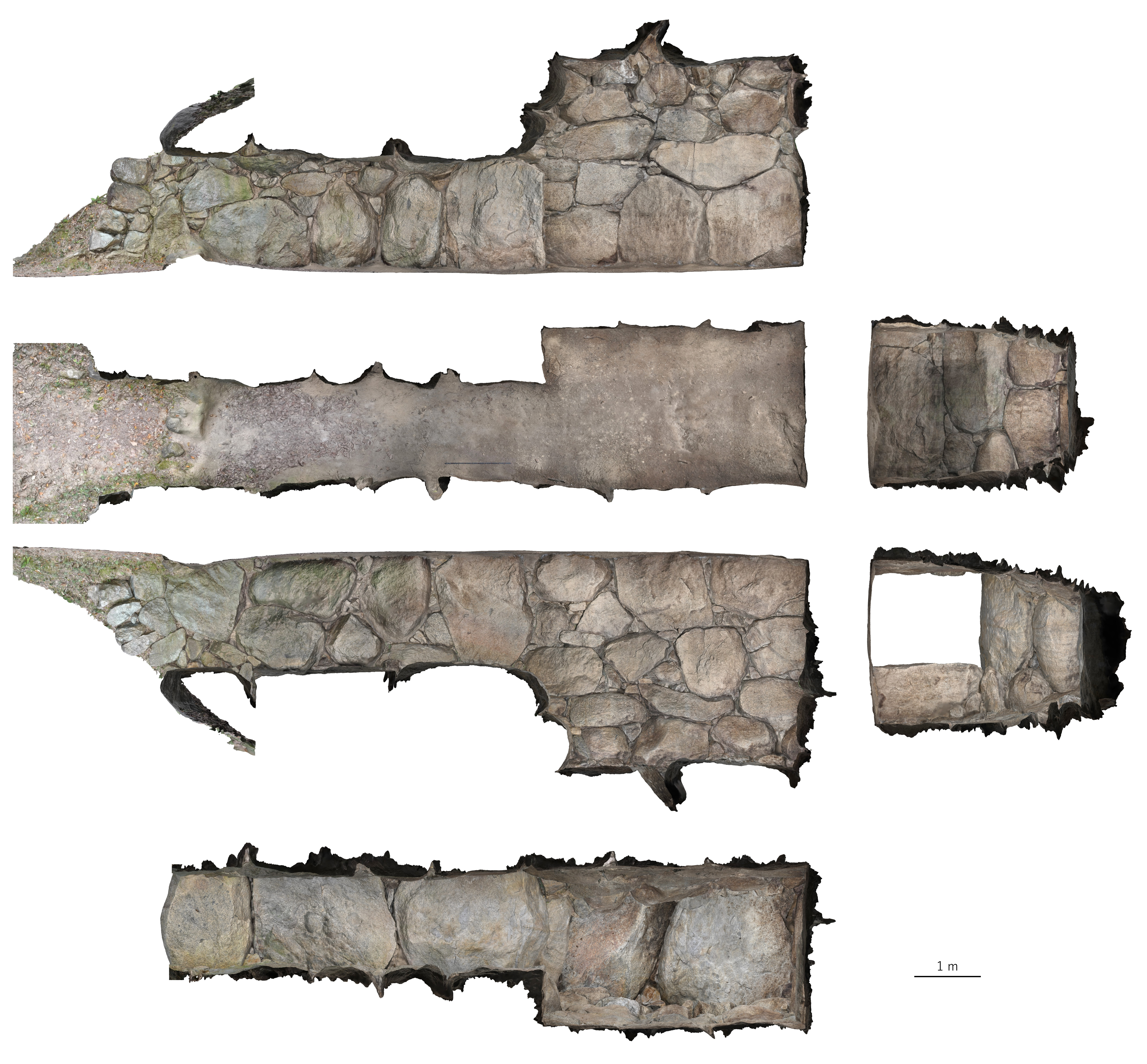
石室展開図

埋葬施設としては片袖式横穴式石室が構築されており、南西方向に開口する。石室の規模は次の通り。
- 石室全長：9.7メートル
- 玄室：長さ3.87メートル、幅2.45メートル、高さ3.0メートル
- 羨道：長さ5.82メートル、幅1.48メートル、高さ1.6メートル

石室内には石棺・木棺を据えており、4体以上の埋葬が想定される。

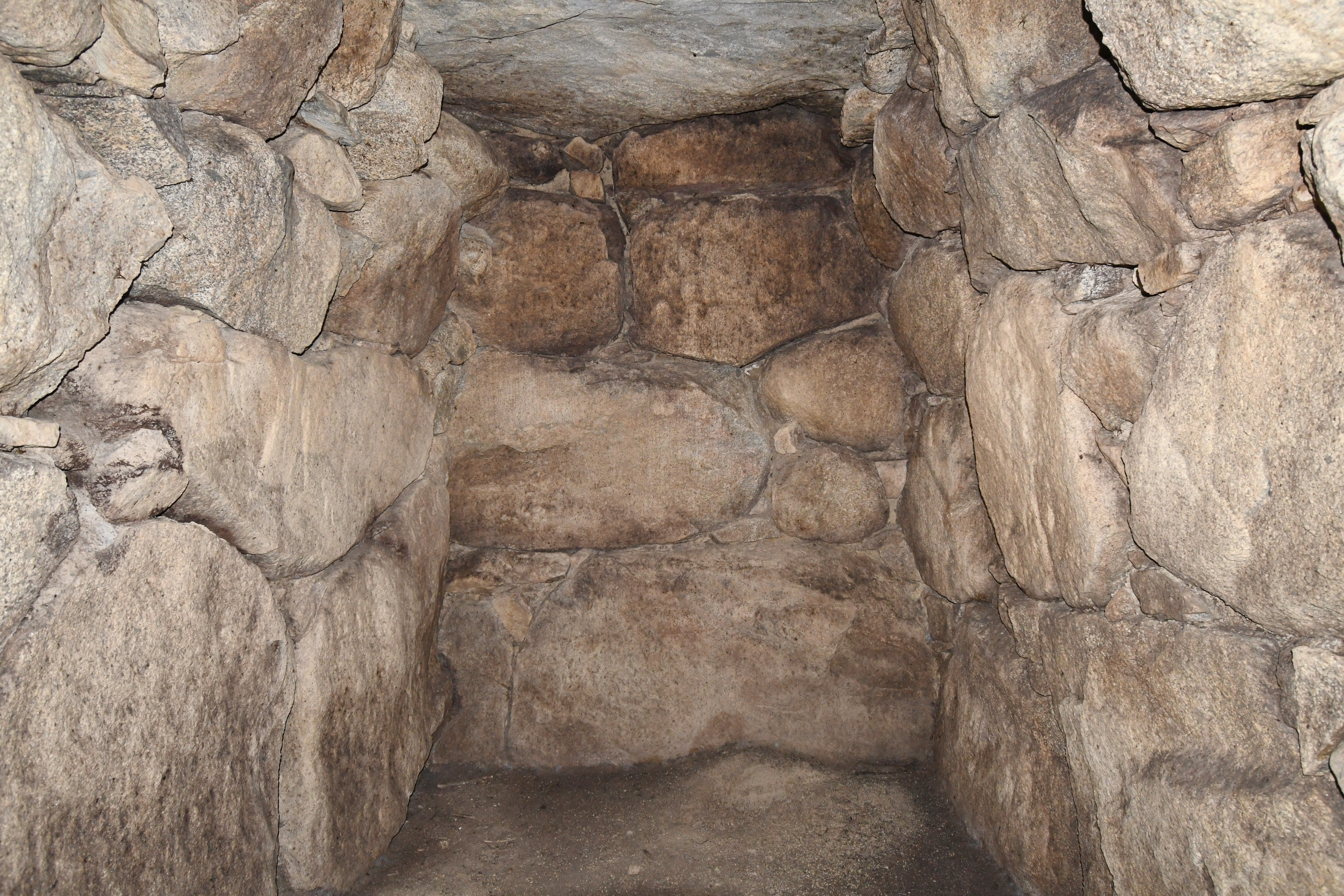
玄室（奥壁方向）
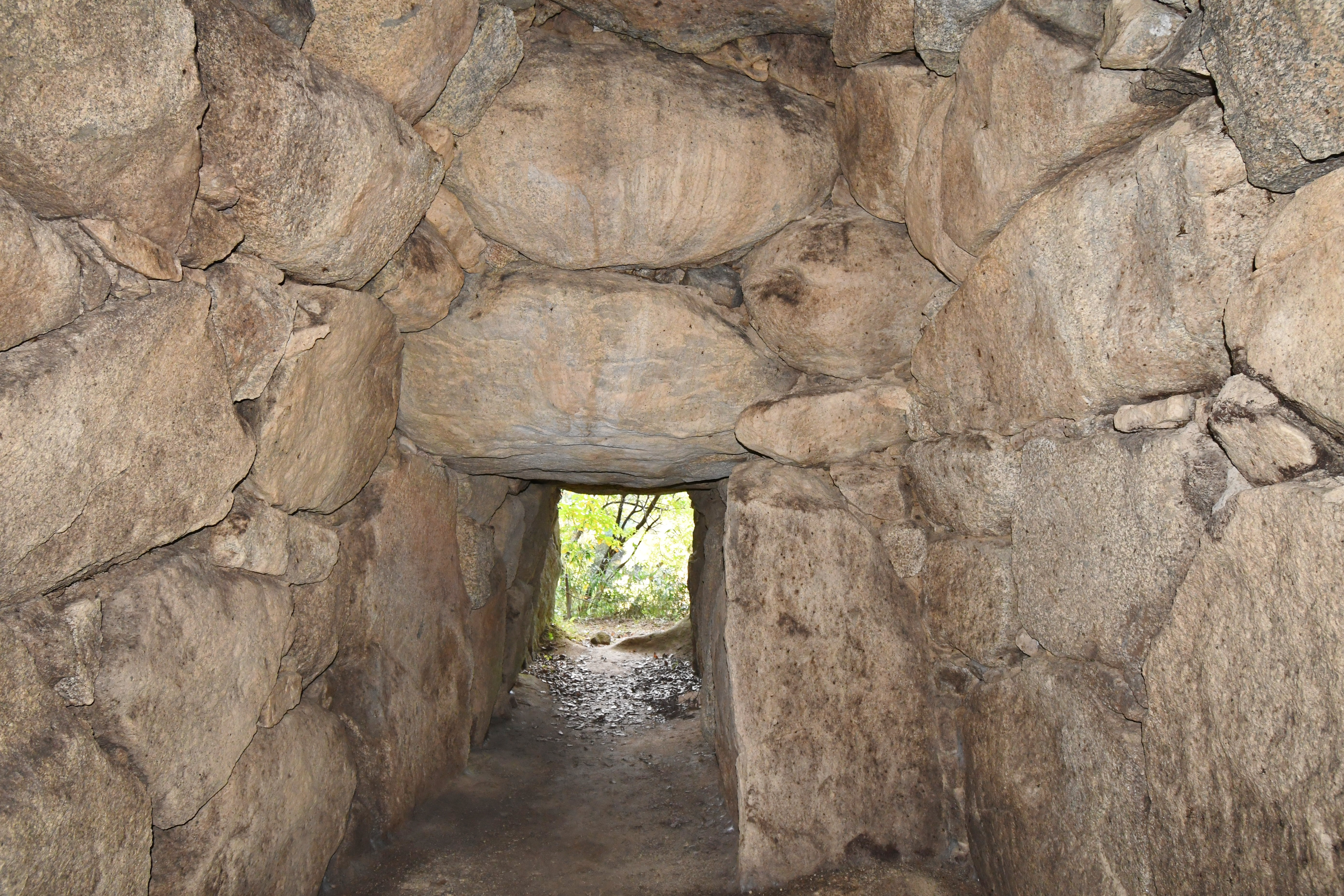
玄室（開口部方向）
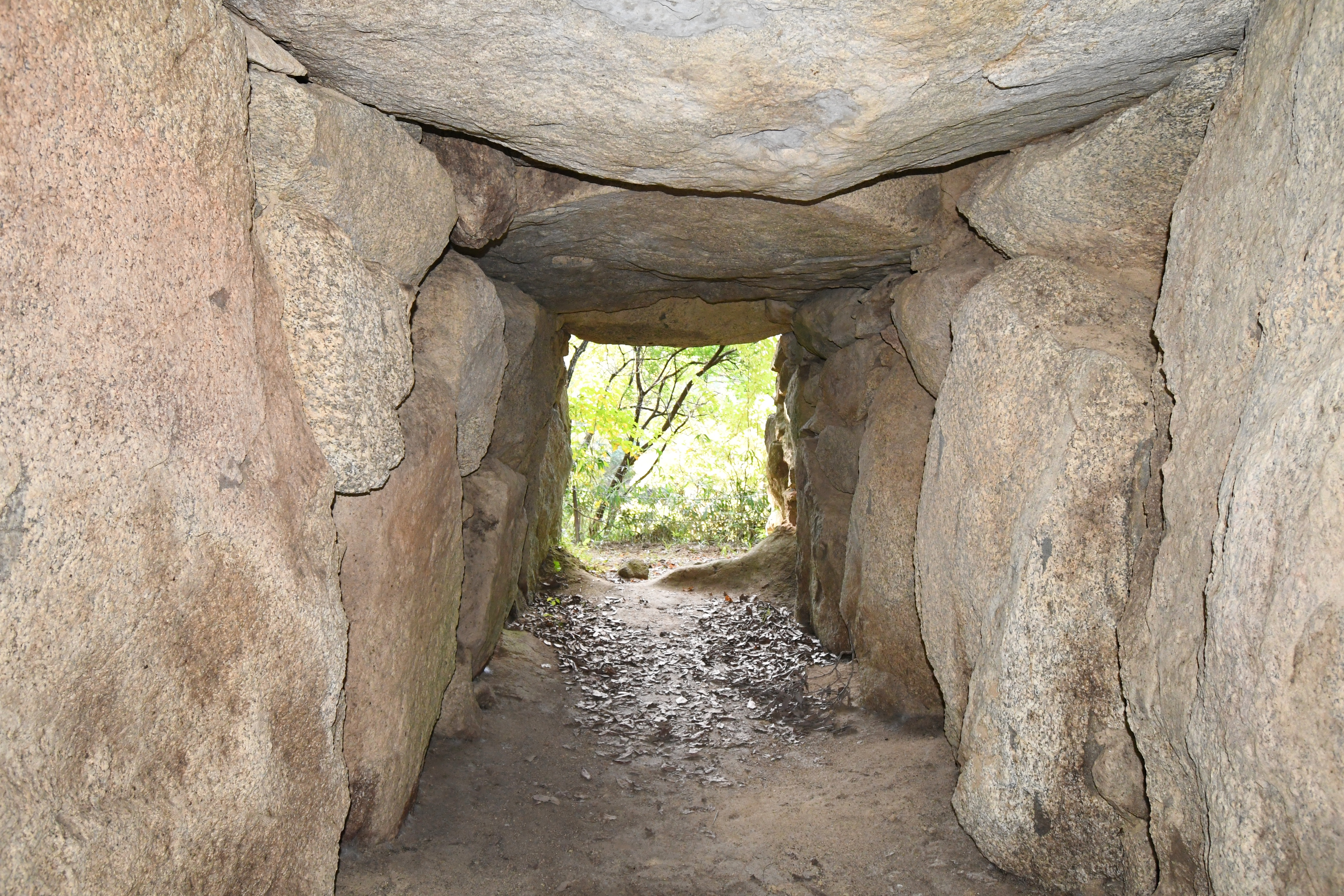
羨道（開口部方向）
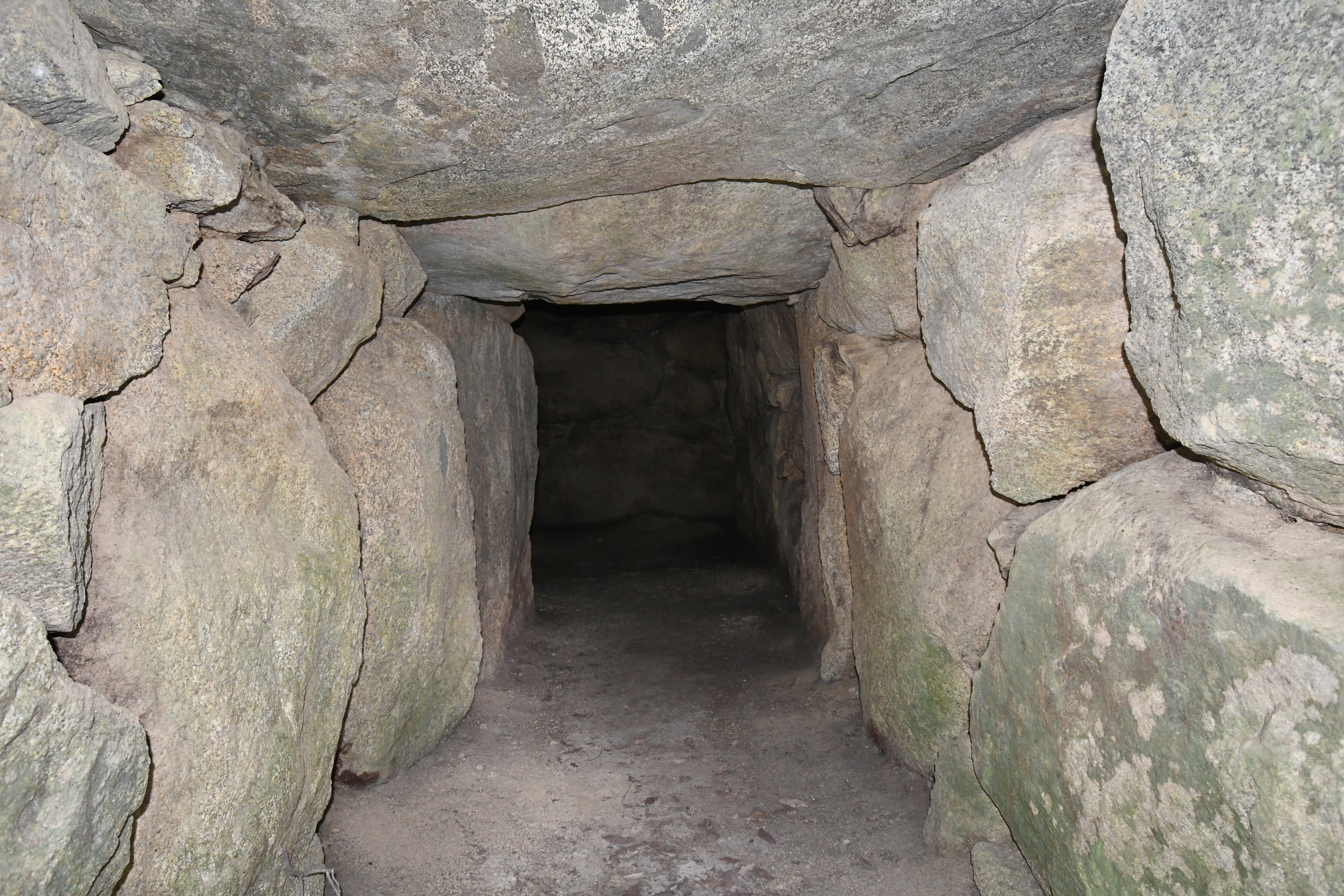
羨道（玄室方向）

## 出土品

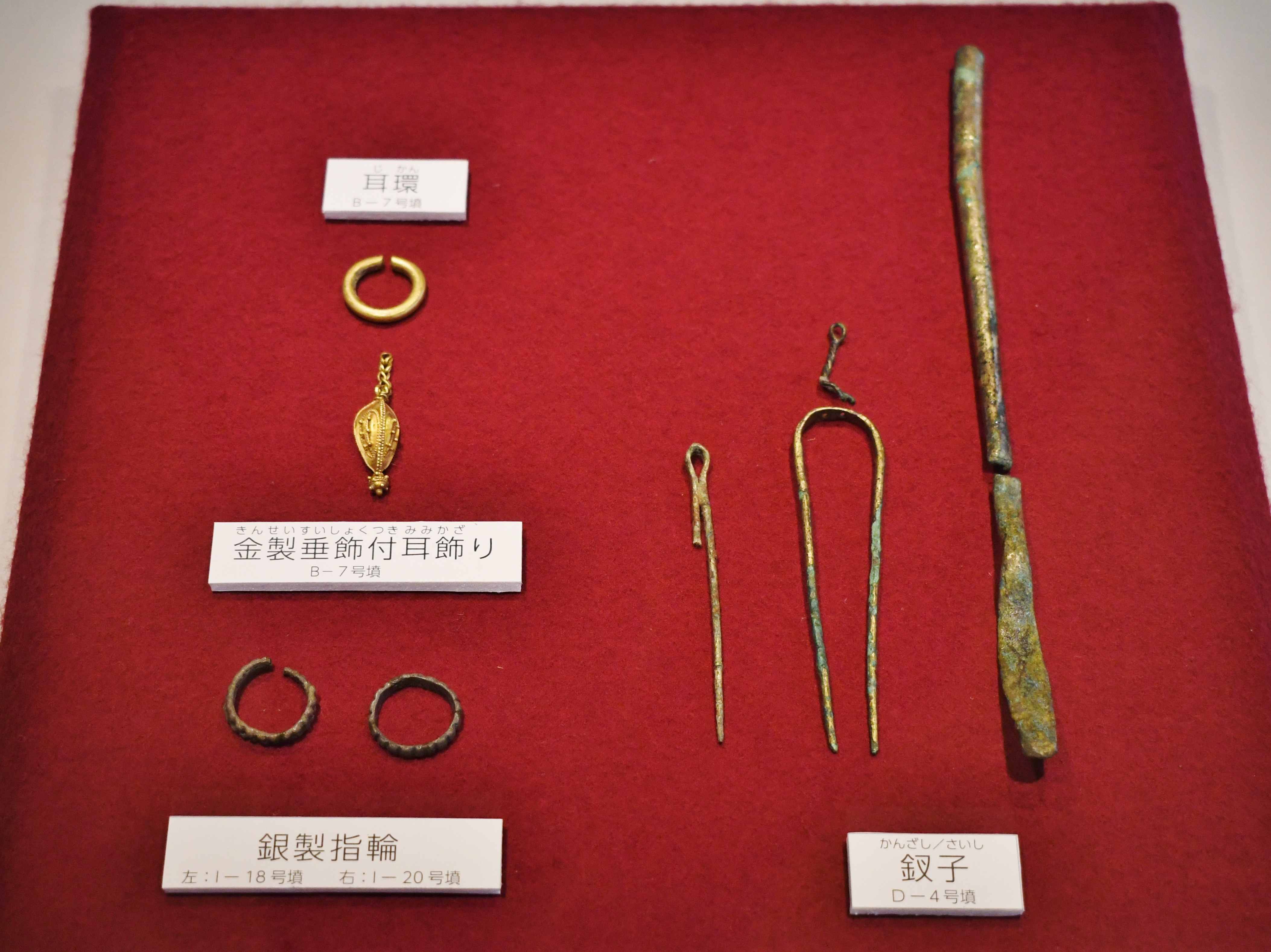
金銅製釵子（右）大阪府立近つ飛鳥博物館企画展示時に撮影。

石室内の調査で検出された主な副葬品は次の通り。
- 金銅製飾金具
  - ガラス玉付八弁花形飾金具
  - 六弁花形飾金具
  - 十文字形飾金具
  - 水滴形飾金具
- 金銅製釵子 3
- 須恵器
- 土師器

## 関連施設
- 大阪府立近つ飛鳥博物館（河南町東山） - 一須賀D4号墳の出土品を保管。

## 関連文献
（記事執筆に使用していない関連文献）
- 『近飛鳥遺跡分布調査概要 -柏原市・羽曳野市・太子町・河南町-』大阪府教育委員会〈大阪府文化財調査概要1970-4〉、1971年。
- 『河内飛鳥と磯長谷』古代を考える会〈古代を考える3〉、1976年。
- 『一須賀古墳群の調査V（D・E・F・J・K・L・P支群）』大阪府立近つ飛鳥博物館〈大阪府立近つ飛鳥博物館図録37〉、2005年。
- 犬木努・近藤麻美・松本祐樹・吉田昌史「一須賀D4号墳の測量調査」『大阪大谷大学歴史文化研究』第17号、大阪大谷大学歴史文化学科、2017年、23-32頁。
- 市川創「一須賀古墳群D-2～5・8号墳の石室」『大阪府立近つ飛鳥博物館 館報』第27号、大阪府立近つ飛鳥博物館、2023年、41-46頁。